# Tuat

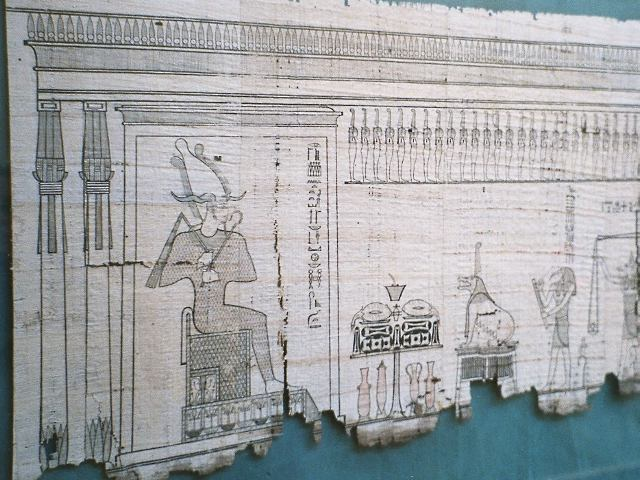
Uma seção do livro egípcio dos mortos escritos em papiro que mostram a pesagem do coração em Duat onde Anúbis pode ser visto na extrema direita, as escalas são mostradas com o saldo da pena, e Ammit aguarda corações que ela deve devorar - a presença de Osíris na porta de entrada para o paraíso de Aaru data o papiro de uma tradição tardia do mito.

Na mitologia egípcia, Duat, também conhecido como Tuat, Tuaut, Akert, Amenthes ou Neter-khertet, é o submundo. O Duat é uma vasta área sob a Terra, ligados à Nun, as águas do abismo primordial, o Duat é o reino do deus Osíris e da residência de outros deuses e seres sobrenaturais. É a região através da qual o deus-sol Rá viaja de oeste para leste durante a noite, e onde ele prendeu Apófis. É também o lugar onde as almas esperam pelo julgamento, embora não fosse toda a extensão da vida após a morte. Faulkner diz que câmaras funerárias formam pontos de contato entre o mundo mundano e Duat, e os espíritos poderiam usar túmulos para ir e vir do Duat.
O que sabemos do Duat principalmente deriva de textos funerários, tais como o Livro dos Portões, Livro das Cavernas, Textos de Amduat e o Livro dos Mortos. Cada um destes documentos cumpre uma finalidade diferente e dá uma perspectiva diferente sobre o Duat, e textos diferentes podem ser inconsistentes entre si. Os textos que sobrevivem diferem em idade e origem, e é provável que nunca houve uma interpretação uniforme único do Duat.
A geografia do Duat é similar em linhas gerais para o mundo que os egípcios conheciam. Há características realistas, como rios, ilhas, campos, lagos, montes e cavernas, juntamente com lagos fantásticos de fogo, paredes de ferro e árvores de turquesa. No livro de um dos Textos dos Sarcófagos, há mesmo uma imagem do do Duat semelhante a um mapa.
O Livro dos Mortos e os Textos dos Sarcófagos foram destinados a orientar o recém-falecido com a paisagem perigosa do Duat e para uma vida como um ankh ou abençoado espírito entre os deuses. O morto deve passar por uma série de portões guardados por espíritos perigosos, retratados como corpos humanos com cabeças grotescas de animais, insetos, tochas ou facas. Estes seres têm nomes grotescos, como por exemplo, "Bebedor de sangue de quem vem do Matadouro" ou "Aquele que come o excremento de seu traseiro". Outras características nestes textos são montes e cavernas, habitado por deuses ou animais sobrenaturais, que ameaçavam os espíritos dos mortos. O propósito dos livros não é estabelecer uma geografia, mas descrever uma sucessão de ritos de passagem que os mortos teriam que passar para chegar à vida após a morte.
Se os falecidos passarem com sucesso por esses demônios desagradáveis, chegarão à Pesagem do Coração. Neste ritual, o coração do defunto era pesado por Anúbis, usando uma pena, que representa Maat, a deusa da verdade e da justiça. Qualquer coração que for mais pesado que a Pena da Verdade será rejeitado e comido pelo Ammit, o Devorador de Almas. Àquelas almas que passaram no teste seria permitido viajar em direção ao paraíso de Aaru.
Apesar dos habitantes desagradáveis do Duat, isso não era um inferno para o qual as almas foram condenados, pois a natureza de Duat é mais complexa do que isso. Os espíritos grotescos do submundo não são maléficos, mas estão sob o controle dos Deuses. O Duat foi também uma residência de deuses; tais como Osíris, Anúbis, Tote, Hórus, Hator e Maat, todos aparecem como uma alma morta fazendo o seu caminho em direção a julgamento. Foi também no submundo que o sol, Rá, viajou sob a Terra de oeste para leste e foi transformado de sua envelhecida forma, Atum, em uma forma jovem, Khepri, o novo Sol do amanhecer. Assim como uma pessoa morta enfrentou muitos desafios no Duat, Rá enfrentou ataques da serpente do mal Apófis no submundo.